# AT&L Railroad

Streckennetz

Die AT&L Railroad (AAR-reporting mark: ATLT) ist eine amerikanische Shortline-Eisenbahngesellschaft in Oklahoma. Sitz des Unternehmens ist Watonga und es ist im Besitz der Wheeler Brothers Grain Co. Benannt ist die Gesellschaft nach den Enkelsöhnen des Eigentümers.
Durch die Gesellschaft werden die früheren Chicago, Rock Island and Pacific Railroad-Strecken von El Reno über Geary nach Watonga (64 Kilometer) und von Geary nach Bridgeport (15 Kilometer) betrieben. Außerdem besitzt sie seit 1998 Streckennutzungsrechte für die Union-Pacific-Railroad-Strecke von El Reno nach Oklahoma City.
Die in den 1880er Jahren gebaute Strecken kam 1904 zur Rock Island. Nach deren Konkurs 1980 erwarb der Staat Oklahoma die Strecke von El Reno nach Geary. Zuerst wurde dieser Abschnitt durch die North Central Oklahoma Railroad betrieben. Im Mai 1985 übernahm die AT&L Railroad den Betrieb der Strecke und erwarb gleichzeitig den Streckenabschnitt bis nach Watonga. Im Juli 1986 wurde der Betrieb auf dem Abschnitt nach Bridgeport aufgenommen.
Wichtigste Transportgüter sind Getreide, Düngemittel und landwirtschaftliche Verbrauchsgüter. Die sechs Lokomotiven unterschiedlichen Typs von EMD befördern jährlich rund 3000 Güterwagen.